# Hammarby IF Rodd

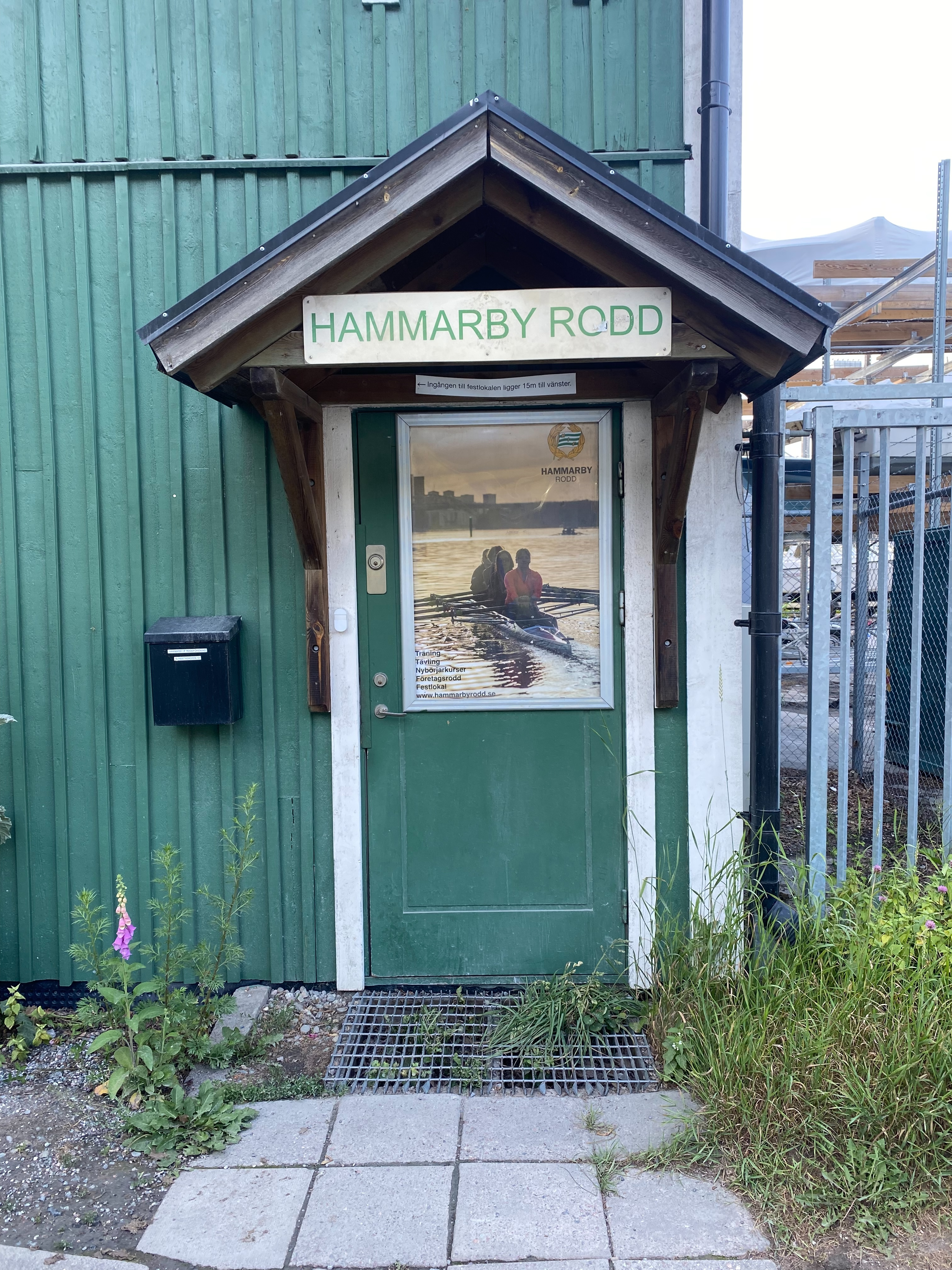
Klubbhuset vid Årstaviken

Hammarby Roddförening bildades 10 april 1889 och blev grunden till det som i dag är hela Hammarby IF med 19 olika idrottssektioner. Namnet på klubben kommer från Hammarby sjö, där det första båthuset låg. Roddarna byggde både båthuset och sina första tävlingsbåtar själva de så kallade Hammarbygiggarna. Utöver rodd bedrevs också andra idrotter, främst skridskor.
Sedan 1 januari 1999 är Hammarby IF:s Roddförening, en del av alliansföreningen Hammarby Idrottsförening.